# Tchagra tchagra
Tchagra tchagra е вид птица от семейство Malaconotidae.

## Разпространение
Видът е разпространен в Свазиленд и Южна Африка.